# Manger (Norvège)
Manger est un village de Norvège dans le Vestland, centre administratif de Radøy.

## Histoire
À Manger a été fondée en 1825 la toute première station de biologie marine du monde. Elle a fonctionné jusqu'en 1918. Elle est remplacée en 1957 par le laboratoire d'Espeland (en).

## Personnalité
- Mally Lammers (1850-1929), chanteuse, y est née.